# 威兰德拉湖区
威蘭德拉湖區（英語：Willandra Lakes Region）位於澳大利亚新南威爾士州西南部，面積約6000平方公里。威蘭德拉湖區有世界少見的地層分界，1969年，考古學家在這一地帶發現了原始人使用過的工具。